# Wolfsberg (Neumarkt-Sankt Veit)
Wolfsberg ist ein Gemeindeteil der Stadt Neumarkt-Sankt Veit und eine Gemarkung im oberbayerischen Landkreis Mühldorf am Inn. Bis 1920 bestand hier die Gemeinde Wolfsberg.

## Geschichte
Wolfsberg wurde erstmals 925/35 als Vôlagangesperch erwähnt. Die Gemeinde Wolfsberg entstand mit dem bayerischen Gemeindeedikt von 1818. Zur Gemeinde zählten die Orte Bubing, Dörfl, Edlmann, Furth, Grandauergütl, Herrnreit, Hundham, Kai, Lamprechten, Luingerhof, Oberdörfl, Staudach und Straß. Am 1. Mai 1920 wurden die Gemeinden St. Veit und Wolfsberg zur neuen Gemeinde Wolfsberg-St. Veit zusammengeschlossen. Am 1. April 1934 wurde diese mit Neumarkt vereinigt. Seitdem trägt die so entstandene Gemeinde den Namen Neumarkt-Sankt Veit. Ein KZ-Friedhof und Gedenkstätte wurden 1946 für Opfer aus den KZ-Außenlagern um Mühldorf angelegt. Durch Umgestaltungen von 1956/58 und 1971 ist es eine parkartige Anlage mit gepflastertem Wegesystem.